# The Switch Drag Race
The Switch Drag Racees un talent show y reality show chileno transmitido por Mega. Conducido por Karla Constant, la primera temporada fue estrenada el 8 de octubre de 2015 y finalizó el 17 de enero de 2016. El objetivo del programa es encontrar al mejor transformista de Chile de entre diecisiete concursantes.Es la versión chilena del programa estadounidense RuPaul's Drag Race, pero con un mayor énfasis en la voz en vivo y la capacidad de cantar.
Tras la culminación del programa, se coronó como la mejor transformista de Chile a Luz Violeta.

## Formato
El programa consiste en que los catorce participantes deben mostrar sus habilidades para caracterizar a un personaje femenino, bailar y cantar sobre el escenario. Junto con la demostración de sus aptitudes, el programa mostrará la historia de vida de cada uno de ellos, entregando detalles de un desconocido mundo para las pantallas chilenas. Todo esto, para que solo uno logre convertirse en el mejor transformista de Chile. Para medir las capacidades de las participantes, en cada episodio existirán 4 pruebas. Estas son:
- Prueba Artística: En esta primera prueba las participantes tienen que competir, generalmente, caracterizando alguna personalidad televisiva o de la cultura pop. Dependiendo del episodio, se determina la inmune o la nominada.
- Prueba Imitación: En esta segunda prueba las participantes tienen que competir, generalmente, manteniéndose en las caracterizaciones de la prueba anterior y agregar a esto una pequeña demostración de actuación, canto, baile o lip sync. Dependiendo del episodio, se determina la inmune, la nominada o la expulsada (primer episodio).
- Desafío de Canto: En esta tercera prueba las participantes tienen que competir, interpretando una canción a elección propia. Al final de cada presentación, cada integrante del jurado asigna puntos de 1 a 7 al participante, dependiendo de la calidad de su presentación. Finalmente, la participante con el puntaje más bajo pasara a la última prueba del episodio; Duelo de Eliminación.
- Duelo de Eliminación: Última prueba del episodio, en el cual se enfrentan las perdedoras del desafío de canto. Ambas competidoras cantan un tema a elección propia nuevamente. Quien pierda será eliminada de The Switch.

## Equipo del programa
- Presentadora: Karla Constant lidera los desafíos semanales y las eliminaciones.
- Jueces: 
  -  Íngrid Cruz, actriz chilena.
  -  Juan Pablo González Rodríguez, musicólogo.
  -  Sebastián Errázuriz, compositor.
  -  Marcelo Álvarez ("Nicole Gaultier"), transformista.
- Coaches:
  -  Nicanor Bravo, diseñador de moda.
  -  Patricia Maldonado Aravena, cantante y presentadora de televisión.
  -  Nicole Gaultier, transformista.
  -  Íngrid Cruz, actriz chilena.

## Participantes
| Participante                                               | Nombre artístico               | Edad | Situación actual                            | Situación anterior                           | Estadía       |
| ---------------------------------------------------------- | ------------------------------ | ---- | ------------------------------------------- | -------------------------------------------- | ------------- |
| Sebastián Aguirre Comediante y transformista               | Luz Violeta                    | 28   | Ganadora de The Switch                      |                                              | 24 Epi.       |
| Jose Miguel Navarrete Transformista, actor, comediante.    | Stephanie Fox "La Botota"      | 32   | 2do. Lugar de The Switch                    |                                              | 24° Epi.      |
| Marcelo Ramírez Cantante y Transformista.                  | Luna di Mauri                  | 46   | 2do. Lugar de The Switch                    |                                              | 24° Epi.      |
| Pablo Carayani Actor, cantante y bailarín.                 | Sofía Camará "Sabélo"          | 25   | 3er. Lugar de The Switch                    | 1.ra Eliminada en Duelo con Arianda Sodi     | 18° Epi.      |
| Cristián Sanhueza Actor y transformista.                   | La Yoyi                        | 41   | Semifinalista eliminada de The Switch       |                                              | 24° Epi.      |
| Fabián Alejandro Actor y Cantante.                         | Rubí Blonde                    | 28   | Semifinalista eliminada de The Switch       | 8.va Eliminada en Duelo con Sofía Camará     | 14° Epi.      |
| Ariel Cerda Esteticista y transformista.                   | Arianda Sodi                   | 28   | Semifinalista eliminada de The Switch       | 4.ta Eliminada en Duelo con Yume Hime        | 14° Epi.      |
| Andrés Sáez Actor y cantante.                              | Laura Bell                     | 26   | Semifinalista eliminada de The Switch       | 9.na Eliminada en Duelo con Paulette Palmery | 21.º Epi.     |
| Fernanda Cortés Transformista, actriz, modelo, comediante. | Fernanda Brown                 | 26   | 13.va Eliminada en Duelo con Yoyi           |                                              | 20° Epi.      |
| Sergio Venegas Transformista y modelo.                     | Jessica Parker "Jess"          | 24   | 12.va Eliminada en Duelo con Botota Fox     |                                              | 11° Epi.      |
| Vicente Dulcien Cantante, actor y transformista.           | Paulette Palmery               | 38   | 11.va Eliminada en Duelo con Luz Violeta    |                                              | 18° Epi.      |
| Cristopher Nirilef Obrero, cantante y transformista.       | Nery Lefferti                  | 24   | 10.ma Eliminada en Duelo con Jéssica Parker | 3.ra Eliminada en Duelo con Luz Violeta      | 7° Epi.       |
| Pablo Poulain Comunicador audiovisual y transformista.     | Yume Hime                      | 27   | Reemplaza Luna Di Mauri                     | 7.ma Eliminada en Duelo con Luz Violeta      | 14.º, 5° Epi. |
| Camilo Aqueveque Actor y transformista.                    | Kristina Dacardill "La Veneno" | 23   | 6.ta Eliminada en Duelo con Laura Bell      |                                              | 12° Epi.      |
| Camilo Aballay Transformista.                              | Francisca Thompson             | 21   | 5.ta Eliminada en Duelo con Jéssica Parker  |                                              | 2° Epi.       |
| Sebastián Valenzuela Transformista.                        | Elizabeth San Martín           | 23   | 2.da Eliminada en Duelo con Veneno          |                                              | 4° Epi.       |
| Néstor López Artista y transformista.                      | Álvaro Lynch                   | 43   | Expulsado de The Switch                     |                                              | 1° Epi.       |

### Participantes en competencias anteriores
| Andrés Sáez (Laura Bell)         | Rojo Amor sin Banderas                          | 2006 2015   | Eliminado Retirado            |
| Marcelo Ramírez (Luna di Mauri)  | Yo soy... Talento chileno                       | 2012        | Ganador Eliminado             |
| Fernanda Cortés (Fernanda Brown) | Miss Fausto Drag Queen Latinoamérica El elegido | 2014 - 2014 | Ganadora Eliminada capítulo 5 |
| Sebastián Aguirre (Luz Violeta)  | Talento chileno                                 | 2014        | Eliminado                     |

## Resultados generales
| Luz       | Salvada   | Exenta    | Exenta   | Inmune    | Exenta   | Nominada  | Inmune   | Exenta    | Inmune   | Exenta    | Exenta   | Salvada   | Exenta   | Nominada  | Gana      | Exenta    | Exenta    | Nominada  | Semifinalista | Semifinalista | Finalista | Finalista | Finalista | Finalista | Ganadora |  |  |  |
| Botota    | Inmune    | Exenta    | Salvada  | Exenta    | Exenta   | Salvada   | Salvada  | Exenta    | Salvada  | Exenta    | Exenta   | Inmune    | Salvada  | Exenta    | Exenta    | Inmune    | Exenta    | Inmune    | Nominada      | Semifinalista | Exenta    | Finalista | Finalista | Finalista | Segunda  |  |  |  |
| Luna      | Gana      | Exenta    | Exenta   | Gana      | Gana     | Exenta    | Exenta   | Inmune    | Exenta   | Inmune    | Exenta   | Inmune    | Exenta   | Salvada   | Exenta    | Gana      | Exenta    | Salvada   | Exenta        | Semifinalista | Exenta    | Salvada   | Salvada   | Finalista | Segunda  |  |  |  |
| Sofía     | Nominada  | Eliminada |          |           |          |           |          |           | Inmune   | Exenta    | Salvada  | Exenta    | Exenta   | Inmune    | Nominada  | Exenta    | Exenta    | Inmune    | Semifinalista | Semifinalista | Salvada   | Exenta    | Finalista | Finalista | Tercera  |  |  |  |
| Yoyi      | Ingresa   | Salvada   | Inmune   | Exenta    | Exenta   | Gana      | Salvada  | Exenta    | Gana     | Exenta    | Exenta   | Gana      | Gana     | Exenta    | Exenta    | Gana      | Gana      | Exenta    | Exenta        | Nominada      | Salvada   | Exenta    | Salvada   | Eliminada |          |  |  |  |
| Rubí      |           |           |          |           |          |           |          |           | Ingresa  | Gana      | Salvada  | Exenta    | Exenta   | Inmune    | Eliminada |           | Ingresa   | Gana      | Exenta        | Semifinalista | Exenta    | Salvada   | Eliminada |           |          |  |  |  |
| Arianda   | Ingresa   | Nominada  | Inmune   | Exenta    | Salvada  | Exenta    | Exenta   | Eliminada |          |           |          |           |          |           |           |           | Inmune    | Exenta    | Semifinalista | Semifinalista | Exenta    | Eliminada |           |           |          |  |  |  |
| Laura     | Ingresa   | Gana      | Gana     | Exenta    | Exenta   | Inmune    | Gana     | Exenta    | Exenta   | Gana      | Nominada | Nominada  | Exenta   | Gana      | Exenta    | Eliminada | Gana      | Exenta    | Exenta        | Semifinalista | Eliminada |           |           |           |          |  |  |  |
| Fernanda  | Ingresa   | Inmune    | Exenta   | Inmune    | Inmune   | Exenta    | Exenta   | Salvada   | Exenta   | Inmune    | Inmune   | Exenta    | Inmune   | Exenta    | Gana      | Exenta    | Inmune    | Exenta    | Exenta        | Eliminada     |           |           |           |           |          |  |  |  |
| Jess      |           |           |          |           |          |           |          |           | Nominada | Nominada  | Inmune   | Exenta    | Exenta   | Salvada   | Inmune    | Exenta    | Nominada  | Exenta    | Eliminada     |               |           |           |           |           |          |  |  |  |
| Paulette  | Ingresa   | Inmune    | Exenta   | Salvada   | Salvada  | Exenta    | Exenta   | Gana      | Exenta   | Salvada   | Exenta   | Salvada   | Gana     | Exenta    | Exenta    | Nominada  | Exenta    | Eliminada |               |               |           |           |           |           |          |  |  |  |
| Nery      | Salvada   | Exenta    | Salvada  | Exenta    | Nominada | Eliminada |          |           |          |           |          |           |          |           |           |           | Eliminada |           |               |               |           |           |           |           |          |  |  |  |
| Yume      | Salvada   | Exenta    | Exenta   | Salvada   | Inmune   | Exenta    | Nominada | Nominada  | Salvada  | Exenta    | Gana     | Exenta    | Nominada | Eliminada |           |           |           |           |               | Reemplaza     |           |           |           |           |          |  |  |  |
| Veneno    | Ingresa   | Salvada   | Exenta   | Nominada  | Exenta   | Gana      | Exenta   | Salvada   | Exenta   | Inmune    | Exenta   | Eliminada |          |           |           |           |           |           |               |               |           |           |           |           |          |  |  |  |
| Francisca |           |           |          |           |          |           |          |           | Ingresa  | Eliminada |          |           |          |           |           |           |           |           |               |               |           |           |           |           |          |  |  |  |
| Elizabeth | Ingresa   | Salvada   | Nominada | Eliminada |          |           |          |           |          |           |          |           |          |           |           |           |           |           |               |               |           |           |           |           |          |  |  |  |
| Álvaro    | Expulsada |           |          |           |          |           |          |           |          |           |          |           |          |           |           |           |           |           |               |               |           |           |           |           |          |  |  |  |

     1er. Lugar — Participante es la Ganadora de The Switch.
     2do. Lugar — Participantes son las vicecampeonas de The Switch.
     3er. Lugar — Participante obtiene el tercer lugar de The Switch.
     Finalista — Participante es Finalista, por lo tanto avanza directamente a la final.
     Semifinalista Eliminada — Participante eliminada por tener el puntaje más bajo en semifinales.
     Semifinalista — Participante es Semifinalista, por lo tanto avanza directamente a la semifinal.
     Inmune — Participante es Inmune, por lo tanto se salva del proceso de eliminación.
     Ingresa — Participante ingresa la competencia pero no participa en ese capítulo.
     Gana — Participante que obtiene la puntuación más alta en el desafío estelar o gana el frente a frente.
     Nominada — Participante pierde en el desafío de canto, por lo tanto se convierte en Duelista.
     Salvada — Participante se salva en el desafío estelar.
     Remplaza — Participante Eliminada, remplaza a otra por motivos personales.
     Exenta — Participante no participa en este capítulo.
     Eliminada — Participante pierde en el desafío de canto, pierde el duelo de eliminación y posteriormente es eliminada.
     Expulsado — Participante pierde la Prueba de Imitación del Capítulo 1 y por órdenes de producción es expulsado.
- En el episodio 1 por orden de la producción los coaches tuvieron que expulsar a una participante, en la prueba de imitación.
- En el episodio 9 se incorporaron como nuevas participantes: Jessica Parker, Rubí Blonde y Francisca Thompson. Además por decisión de producción, se reincorporó Sofía Camará.
- En el episodio 17 se reincorporaron a través de un repechaje Arianda Sodi, Laura Bell, Rubí Blonde y Nery Lefferti.
- En el episodio 18 Luz Violeta se auto-nomina, para dejar en competencia a Luna Di Mauri.
- En el episodio 19 comienzan la recta final del programa y definiciones de semifinalistas.
- En el episodio 20 Yume Hime reemplaza a Luna Di Mauri por motivos de salud.

## Audiencias
Al inicio del programa el horario era todos los jueves a las 22:30, pero en su tercera semana de emisión Mega anunció que el horario cambiaría. Emitiéndose todos los jueves y domingos a las 22:30, mismo horario de su competencia Masterchef Chile 2 de Canal 13.
| 1  | 1  | Jueves  | 8 de octubre    | Presentación del programa Eliminación de Álvaro Lynch                                  | 22:46 - 00:36 | 28,9 | Segundo | [ 15 ] |
| 2  | 2  | Jueves  | 15 de octubre   | Presentación segundo grupo Eliminación de Sofía Camará                                 | 22:35 - 00:29 | 23,6 | Segundo | [ 16 ] |
| 3  | 3  | Jueves  | 22 de octubre   | División de grupos Nominación Elizabeth San Martín                                     | 22:35 - 00:06 | 18,9 | Segundo | [ 17 ] |
| 3  | 4  | Domingo | 25 de octubre   | Nominación de Veneno Eliminación de Elizabeth San Martín                               | 22:34 - 23:59 | 18,2 | Primero | [ 18 ] |
| 4  | 5  | Jueves  | 29 de octubre   | División de grupos Nominación Nery Lefferty                                            | 22:36 - 00:03 | 19,4 | Tercero | [ 19 ] |
| 4  | 6  | Domingo | 1 de noviembre  | Nominación de Luz Violeta Eliminación de Nery Lefferty                                 | 23:17 - 00:36 | 17,2 | Segundo | [ 20 ] |
| 5  | 7  | Jueves  | 5 de noviembre  | División de grupos Nominación Yume Hime                                                | 22:35 - 00:12 | 17,8 | Cuarto  | [ 21 ] |
| 5  | 8  | Domingo | 8 de noviembre  | Nominación de Arianda Sodi Eliminación de Arianda Sodi                                 | 23:28 - 00:56 | 17,2 | Tercero | [ 22 ] |
| 6  | 9  | Jueves  | 12 de noviembre | Ingreso de nuevos participantes Reingreso de Sofía Camará Nominación de Jessica Parker | 22:48 - 00:22 | 20,9 | Segundo | [ 23 ] |
| 6  | 10 | Domingo | 15 de noviembre | Nominación Francisca Thompson Eliminación Francisca Thompson                           | 23:32 - 00:57 | 17,4 | Segundo | [ 24 ] |
| 7  | 11 | Jueves  | 19 de noviembre | Prueba de caracterización y pasarela Nominación Laura Bell                             | 22:34 - 00:16 | 17,4 | Tercero | [ 25 ] |
| 7  | 12 | Domingo | 22 de noviembre | Prueba de actuación cómica Nominación Veneno                                           | 23:25 - 00:53 | 16,6 | Tercero | [ 26 ] |
| 8  | 13 | Jueves  | 26 de noviembre | Eliminación Veneno Nominación Yume Hime                                                | 22:40 - 00:29 | 18,5 | Segundo | [ 27 ] |
| 8  | 14 | Domingo | 29 de noviembre | Decisión Luz Violeta Nominación Luz Violeta                                            | 23:28 - 01:03 | 15,9 | Tercero | [ 28 ] |
| 9  | 15 | Jueves  | 3 de diciembre  | Eliminación Yume Hume Cambio de reglas Nominación Rubí y Sofía Eliminación Rubí Blonde | 22:39 - 00:31 | 19,0 | Segundo | [ 29 ] |
| 9  | 16 | Domingo | 6 de diciembre  | Nominación Laura Bell Nominación Paulette Palmery Eliminación Laura Bell               | 22:35 - 00:08 | 17,0 | Segundo | [ 30 ] |
| 10 | 17 | Jueves  | 10 de diciembre | Repechaje Nominación Nery y Jess Eliminación Nery Lefferty                             | 22:40 - 00:19 | 16,5 | Cuarto  | [ 31 ] |
| 10 | 18 | Domingo | 13 de diciembre | Nominación Luz Violeta y Paulette Eliminación Paulette Palmery                         | 22:35 00:17   | 17,3 | Segundo | [ 32 ] |
| 11 | 19 | Jueves  | 17 de diciembre | Nominación Jess y Botota Eliminación Jess Parker                                       | 22:41 - 00:30 | 15,3 | Cuarto  | [ 33 ] |
| 11 | 20 | Domingo | 20 de diciembre | Nominación Yoyi y Fernanda Eliminación Fernanda Brown                                  | 22:34 - 00:09 | 15,7 | Segundo | [ 34 ] |
| 12 | 21 | Domingo | 27 de diciembre | Eliminación Laura Bell 1.ª Finalista: Luz Violeta                                      | 22:37 - 00:39 | 16,5 | Primero | [ 35 ] |
| 13 | 22 | Domingo | 3 de enero      | Eliminación Arianda Sodi 2.ª Finalista: Botota Fox                                     | 00:00 - 01:44 | 14,1 | Cuarto  | [ 36 ] |
| 14 | 23 | Domingo | 10 de enero     | Eliminación Rubí 3.ª Finalista: Sofía Camará                                           | 23:46 - 01:32 | 16,0 | Cuarto  | [ 37 ] |
| 15 | 24 | Domingo | 17 de enero     | Eliminación Yoyi Gran Final                                                            | 23:32 - 01:21 | 18,6 | Segundo | [ 38 ] |

     Episodio más visto.
     Episodio menos visto.